# Dolina Mickiewicza

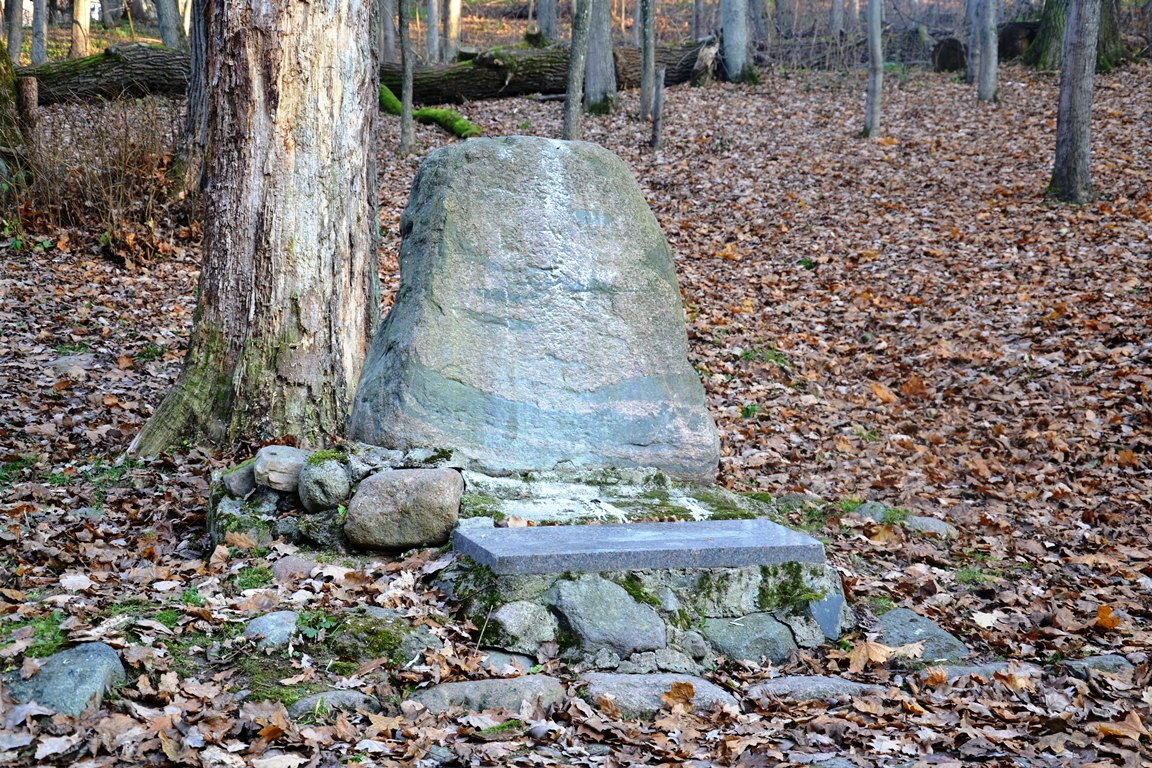
Kamień

Dolina Mickiewicza (lit. Mickevičiaus slėnis) – dolina w Kownie, na Zielonej Górze, w obrębie Gaju Dębowego (lit. Kauno ąžuolynas).
Dolina była jednym z ulubionych miejsc spacerowych Adama Mickiewicza, w okresie gdy mieszkał i pracował w Kownie. Podczas tych wędrówek poeta przemyśliwał fabuły wielu swoich przyszłych utworów. Piękno przyrodnicze tego rejonu opisał w poemacie Grażyna:

Widziałem piękną dolinę przy Kownie
Kędy Rusałek dłoń wiosną i latem
Ściele murawę, kraśnym dzierzga kwiatem,
Jest to dolina najpiękniejsza w świecie…

Obecnie w Dolinie stoi pomnik z wyrytym czterowersowym fragmentem poematu Grażyna oraz wbudowany weń kamień z literami AM i datą 1823, na którym przesiadywał poeta.
W pobliżu znajduje się Ogród Zoologiczny w Kownie oraz stadion sportowy.